# Eiga Doraemon 25 shūnen - Doraemon eiga shudaika hen
Eiga Doraemon 25 shūnen - Doraemon eiga shudaika hen (映画ドラえもん25周年 ドラえもん映画主題歌篇?, Eiga Doraemon ni-jū-go shūnen Doraemon eiga shudaika hen, lett. "Venticinquesimo anniversario dei film di Doraemon - Raccolta delle colonne sonore dei film di Doraemon"), conosciuto anche come Dora the Movie 25th - Doraemon Movie Song Collection (titolo riportato in copertina assieme a quello giapponese), è un album che raccoglie le "migliori" musiche apparse nei film e nei cortometraggi legati all'anime del 1979 di Doraemon.
La raccolta è stata pubblicata il 22 settembre 2004, con etichetta Nippon Columbia.

## Tracce
1. Pocket no naka ni (ポケットの中に?, Poketto no naka ni, lett. "Dentro la tasca") (Nobuyo Ōyama)
2. Kokoro o yurashite (心をゆらして? lett. "Scuotendo il cuore") (Makoto Iwabuchi)
3. Dakara minna de (だからみんなで? lett. "Perciò tutti insieme") (Makoto Iwabuchi)
4. Umi wa bokura to (海はぼくらと? lett. "Il mare con noi") (Makoto Iwabuchi)
5. Shōnen ki (少年期? lett. "Il periodo della gioventù") (Tetsuya Takeda)
6. Watashi ga fushigi (わたしが不思議? lett. "Sono una meraviglia") (Kumiko Ōsugi)
7. Tomodachi dakara (友達だから? lett. "Perché siamo amici") (Nobuyo Ōyama)
8. Kimi ga iru kara (君がいるから? lett. "Perché ci sei tu") (Mitsuko Horie)
9. Ten made todoke (天までとどけ? lett. "Raggiungi il cielo") (Tetsuya Takeda)
10. Nani ka ii koto kitto aru (何かいい事きっとある? lett. "C'è sicuramente qualcosa di buono") (Wakano Shimazaki)
11. Tomodachi na no ni (友達なのに? lett. "Amici ma...") (KUKO)
12. Itoshi no nyāo (愛しのニャーオ? lett. "Un adorabile miao") (Chisa Yokoyama)
13. HOT MILK (Hinano Yoshikawa)
14. Shiawase no door (幸せのドア?, Shiawase no doa, lett. "La porta della felicità") (Yasushi Nakanishi)
15. Doraemon no uta (ドラえもんのうた? lett. "La canzone di Doraemon") (Wīn Shōnen Gasshōdan)
16. Kono hoshi no dokoka de (この星のどこかで? lett. "Da qualche parte su questa stella") (Saori Yuki)
17. Hagu shiyō (ハグしよう? lett. "Abbracciamoci") (Kukihide Takekawa & T' s Company)
18. Sayonara to wa iwanaide (さよならとは言わないで? lett. "Non dire addio") (Da Capo)
19. Kimi ni aitakute (キミに会いたくて? lett. "Voglio incontrarti...") (Akiko Kosaka)
20. Isshoni hokou ~ Walking into sunshine ~ (いっしょに歩こう 〜Walking into sunshine〜? lett. "Camminare insieme - Camminando verso la luce del sole") (Konishiki)